# Nikobary
Nikobary je souostroví na rozhraní Bengálského zálivu a Andamanského moře, součást indického teritoria Andamany a Nikobary. Ostrovy mají dohromady plochu 1841 km², před tsunami roku 2004 je obývalo kolem 24 tisíc lidí, žijících na 12 z 22 ostrovů souostroví. Značná část obyvatelstva nemá téměř žádné kontakty s okolním světem a žije tradičním způsobem života.
Podle odhadů se roku 2004 přibližně čtvrtina obyvatelstva stala obětí cunami po zemětřesení v Indickém oceánu.

## Geografie
Souostroví se skládá z 22 ostrovů:
Severní skupina zahrnuje ostrovy Car Nicobar (126,9 km²) a Battimaly (2,01 km², neobydlený).
Střední skupina zahrnuje ostrovy
- Chaura (neboli Chowra či Sanenyo, 8,2 km²)
- Teressa (neboli Luroo, 101,4 km²)
- Bompuka (neboli Poahat, 13,3 km²)
- Katchal (174,4 km²)
- Camorta (188,2 km²)
- Nancowry (neboli Nancowrie, 66,9 km²)
- Trinket (do roku 2004 86,3 km², po cunami se výrazně zmenšil)
- Laouk (0,01 km², neobydlený)
- Tillangchong (16,84 km², neobydlený)

Jižní skupina zahrnuje ostrovy
- Velký Nikobar (1045,1 km², největší ostrov souostroví)
- Malý Nikobar (159,1 km²)
- Kondul (4,6 km²)
- Pulomilo (Pillomilo) (1,3 km²)
- a neobydlené Meroe (0,52 km²), Trak (0,26 km²), Treis (0,26 km²), Menchal (1,30 km²), Kabra (0,52 km²), Pigeon a Megapod (0,2 km²)

## Historie
Místní domorodné obyvatelstvo žije dodnes do značné míry izolovaně, jejich jazyky patří vesměs k nikobarské skupině mon-khmerských jazyků austroasijské jazykové rodiny. Malé skupiny domorodců na jihu Velkého Nikobaru – kolem 400 lidí (k začátku 21. století) – mluví šompenskými jazyky, nepodobnými jiným jazykům. Šompové jsou patrně potomky velmi staré vrstvy obyvatel jihovýchodní Asie, neznají ani oheň. Po roce 2004 byl jejich počet odhadován na 150.
Jméno Nikobary pochází z Nakkavaram (tamilsky doslova „Země nahých“), indického označení pro ostrovy používaného čólskými mořeplavci už v 11. století.
Evropská kolonizace počala roku 1754, kdy si ostrovy přisvojila Dánská Východoindická společnost. Mezi roky 1778 a 1783 se ostrovy pokusilo kolonizovat Rakousko, poté si ostrovy nadále nárokovali Dánové. Pokusy o osídlení ostrovů byly kvůli malárii neúspěšné a nakonec Dánové roku 1868 ostrovy prodali Britům. Poté byly Nikobary součástí britské Indie (pouze v letech 1942–1945 je okupovalo Japonsko) a po vyhlášení indické nezávislosti se staly součástí teritoria Andamany a Nikobary v Indii.
Indická vláda v zájmu ochrany místních obyvatel na některé ostrovy zakázala vstup, povolení dostávali výjimečně pouze někteří vědci.
Vzhledem k strategickému významu ostrovů zde leží vojenské základny indického námořnictva a letectva.